# قشلاق فرج‌الله نماز
قشلاق فرج‌الله نماز یک منطقهٔ مسکونی در ایران است که در دهستان قشلاق غربی واقع شده‌است. قشلاق فرج‌الله نماز ۲۲ نفر جمعیت دارد.